# Stenocactus heteracanthus
Stenocactus heteracanthus là một loài thực vật có hoa trong họ Cactaceae. Loài này được (Muehlenpf.) A.W. Hill miêu tả khoa học đầu tiên năm 1933.